# Кирьят-Моцкин
Кирья́т-Мо́цкин (ивр. קִרְיַת מוֹצְקִין‎) — город в Израиле, один из пригородов Хайфы.
Расположен в долине Звулун, на северной прибрежной равнине, южнее города Акко.
На западе граничит с городами Кирьят-Шмуэль, Кирьят-Хаим, Кирьят-Ям. На востоке отделён шоссе № 4 от города Кирьят-Бялик.
Назван по имени Лейба Моцкина, одного из основателей Всемирного сионистского конгресса. В 2017 году город победил в конкурсе израильских городов по двум номинациям: «Лучший город для проживания», «Самый красивый город». Площадь — около 3778 дунамов (377,8 га), население — 43 303 жителей (на 2020 год).
В городе 8 начальных школ, 2 средние школы, технологическая гимназия.

## История
В 1933 году Еврейский национальный фонд выделил площадь под застройку, в 1934 году в долине Звулун к северу от Хайфы был заложен краеугольный камень выходцами из Польши.
В 1976 году получил статус города.
Во время Войны за независимость 17 марта 1948 года в пределах города произошёл бой бригады «Кармель» с арабским конвоем. На месте боя был возведён «Памятник конвоя», один из многочисленных памятников Израиля, за участие в этом бою Эмануэль Ландау (посмертно) и Авраам Авигдоров были награждены званием Герой Израиля.

## Население
По данным Центрального статистического бюро Израиля, население на начало 2020 года составляло 43 303 человека.

## Культура
В Кирьят-Моцкине родился известный музыкальный продюсер Джорджи, прославившийся работой с самым популярным музыкальным дуэтом Израиля (с 2015 года) Статик и Бен Эль Тавори.